# Neotis
Neotis es un género de aves otidiformes perteneciente a la familia Otididae cuyos miembros viven en África.

## Especies
El género contiene cuatro especies:
- Neotis heuglinii - avutarta somalí, presente en el Cuerno de África.
- Neotis ludwigii - avutarda de Namibia, de África meridional.
- Neotis nuba - avutarda núbica, que habita en el Sahel.
- Neotis denhami - avutarda cafre, que vive en las sabanas y estepas desde Mauritania hasta Sudáfrica.